# Thokoza
Thokoza é uma township ao sul de Joanesburgo, África do Sul, no local do extinto Aeroporto Palmietfontein.